# Wiener Scheidungsmesse
Die Wiener Scheidungsmesse fand unter dem Motto „Starte dein Leben neu“ am 27. und 28. Oktober 2007 in Wien statt und war die weltweit erste derartige Veranstaltung zum Thema Scheidung.
Anlass für die Wiener Scheidungsmesse war die steigende Zahl von Ehetrennungen in Österreich (ungefähr 50 Prozent der Ehen werden österreichweit geschieden, in Wien sogar rund 65 Prozent).
Unter den rund 20 Ausstellern im Hotel Marriott waren unter anderem Immobilienfirmen, eine Detektei, aber auch Partneragenturen, Stylisten und die Erzdiözese Wien vertreten. Von Rechtsanwälten und Mediatoren gehaltene Vorträge beschäftigten sich mit dem Ehe- und Scheidungsrecht, der Fürsorge und Fragen der Alimentation.
Als Zielgruppe galten von Scheidung betroffene Personen. Bezogen auf den Publikumserfolg konnte die Messe die in sie gesetzte Erwartungen nicht erfüllen.
Am 17. und 18. Mai des Jahres 2008 wurde in Wien unterdessen die zweite Scheidungsmesse abgehalten. Nachahmung fand diese Messe mittlerweile in den USA, in Deutschland, Belgien und Polen.